# Trinity Broadcasting Network
Pour les articles homonymes, voir Trinity.
Trinity Broadcasting Network (TBN) est une chaîne de télévision chrétienne évangélique diffusée dans le monde entier par satellite et via Internet. Les bureaux et studios principaux de TBN sont situés à Tustin en Californie, États-Unis.

## Histoire
TBN a été fondée en 1973 par Paul Crouch, diplômé du Central Bible College des Assemblées de Dieu, et sa femme, Jan,. Ils fondent la chaîne avec Tammy et Jim Baker qui avaient précédemment lancé en 1965 la première émission catholique de télévision pour enfants, The 700 Club, sur la première chaîne de télévision chrétienne du pays Christian Broadcasting Network. En 2015, Matthew Crouch, le fils de Paul Crouch, devient président de la chaîne.

## Programmation
TBN diffuse des programmes conçus par différents groupes de ministères chrétiens. Des magazines, des clips musicaux, des reportages, des documentaires, des films ainsi que des séries y sont présentés,.

## Diffusion
TBN est diffusé sur l'ensemble des États-Unis et dans 75 pays, avec des programmes traduits en onze langues.

## Groupe
TBN possède 30 autres chaînes chrétiennes dans le monde .

## Controverses
En septembre 2004, le Los Angeles Times a rapporté que Paul Crouch avait versé à Enoch Lonnie Ford, un ancien employé de TBN, un règlement formel de 425 000 $ pour mettre fin à un procès pour licenciement abusif en 1998 . Ford a allégué qu’il avait eu une liaison homosexuelle le président Crouch alors qu’il était employé . Les responsables de TBN ont reconnu le règlement, mais ont remis en cause la crédibilité de Ford, soulignant sa condamnation pour viol en 1994 et son incarcération pour abus de drogues en 1996. Ford aurait menacé de poursuivre TBN pour licenciement abusif et harcèlement sexuel après que le refus du réseau de l’embaucher à nouveau après sa libération, ce qui a entraîné ses plaintes contre Crouch. Les responsables de TBN ont déclaré que le règlement avait été conclu pour éviter un procès long et coûteux.

## Agressions sexuelles
À la fin de 2003, Ford a menacé Crouch, en promettant de publier une autobiographie de leur liaison présumée si TBN de donnait pas 10 millions de dollars. En octobre 2004, la justice a ordonné à Ford de payer 136 000 $ à Crouch en frais juridiques pour sa violation des termes de l’accord de confidentialité.
En juin 2012, Carra Crouch, petite-fille de Jan Crouch, a dit avoir été violée par un employé de TBN durant le « Spring Praise-a-Thon » de 2006 lorsqu’elle avait 13 ans . Elle a également affirmé que Jan Crouch et l’avocat de TBN, John Casoria, l’auraient blâmée pour l’incident, mais avaient accepté de ne pas dénoncer l’employé licencié aux autorités. L’avocat de TBN, Colby May, a nié les affirmations de Carra. En 2017, un an après la mort de Jan Crouch, un jury a accordé 2 millions de dollars de dommages et intérêts à Carra pour souffrance mentale, mais a conclu que Jan n’avait pas agi en tant qu’administrateur de TBN et n’était donc pas légalement tenu de signaler l’agression.